# Octillo
En música, un octillo es un grupo de valoración especial que se ejecuta cuando se requiere ejecutar 8 notas en un tiempo impar (ternario sobre todo). Se distinguen:
- Ocho notas en un 3/8, infrecuente, pero es el que más se usa.
- Ocho notas en un 3/4, también infrecuente.
- Ocho notas en un puntillo, es astronómicamente infrecuente, tanto, que se prefiere hasta un cambio de tempo.
- Ocho notas en amalgamas (5/x; 7/x; 11/x, etc.), sólo se conocen algunos casos en su empleo en todo el mundo musical.

Como norma general, se considera que la figura de ocho corcheas formando un octillo, configura la entrada de éstas en un modo regular en un tiempo irregular impar (3, 5, 7, 9... etc.), es decir, por ejemplo, en un 3/8 habría 8 corcheas unidas por un octillo, en resumen, en un compás entero, sonarían las ocho notas.
- Datos: Q6048736